# Mannophryne
Mannophryne — рід земноводних підродини Aromobatinae родини Aromobatidae. Має 19 видів. Раніше відносився до родини Дереволази. У 1992 році переведено до родини Aromobatidae.

## Опис
Загальна довжина представників цього роду коливається від 2,5 до 5 см за будовою в багато в чому схожі на представників родини дереволазів, відрізняються лише відсутність отрути у шкірних залозах. Голова помірного розміру. Очі великі. На пальцях розташовані вузькі диски—присоски. Число хромосом 2n=24. Забарвлення коричневе з різними відтінками. З боків або на спині проходять світлі смуги. Черево однотонне.

## Спосіб життя
Полюбляють скелі, ущелини, карстові печери, тропічні вологі ліси. Ведуть переважно деревний спосіб життя. активні вночі. Живляться безхребетними.
Це яйцекладні амфібії.

## Розповсюдження
Мешкають у Венесуелі та на островах Тринідад і Тобаго.

## Види
- Mannophryne caquetio
- Mannophryne collaris
- Mannophryne cordilleriana
- Mannophryne herminae
- Mannophryne lamarcai
- Mannophryne larandina
- Mannophryne leonardoi
- Mannophryne neblina
- Mannophryne oblitterata
- Mannophryne olmonae
- Mannophryne orellana
- Mannophryne riveroi
- Mannophryne speeri
- Mannophryne trinitatis
- Mannophryne trujillensis
- Mannophryne urticans
- Mannophryne venezuelensis
- Mannophryne vulcano
- Mannophryne yustizi